# Anton Jongsma
Anton Jongsma (Utrecht, 13 de enero de 1983) es un futbolista internacional de Curazao que juega actualmente para el VV Pelikaan-S, un equipo amateur neerlandés; se desempeña en el terreno de juego como mediocampista ofensivo y delantero extremo.

## Clubes
| Club           | País         | Año           |
| -------------- | ------------ | ------------- |
| FC Groningen   | Países Bajos | 2001–2003     |
| BV Veendam     | Países Bajos | 2003–2004     |
| Harkemase Boys | Países Bajos | 2004–2006     |
| PEC Zwolle     | Países Bajos | 2006–2008     |
| RKC Waalwijk   | Países Bajos | 2008–2010     |
| FC Emmen       | Países Bajos | 2010–2011     |
| WKE Emmen      | Países Bajos | 2011–2016     |
| VV Pelikaan-S  | Países Bajos | 2016-presente |